# João Cancelo
João Pedro Cavaco Cancelo (Barreiro, 27 de maig de 1994) és un futbolista professional portuguès que juga com a lateral dret amb l'Al-Hilal. És internacional amb la selecció portuguesa.

## Trajectòria esportiva

### Benfica
Cancelo va començar la seva carrera al FC Barreirense. Tres anys més tard, va entrar al planter del SL Benfica, a 14 anys, i va anar pujant categories essent sempre titular com a lateral dret, i fent de vegades de lateral esquerre.
El 28 de juliol de 2012, Cancelo va debutar amb el Benfica en un amistós contra el Gil Vicente FC, partit en què va jugar els 90 minuts com a lateral dret.
Malgrat que jugava amb el SL Benfica B, Cancelo es perfilava com a possible substitut de Maxi Pereira al primer equip. Mentre jugava amb el segon equip, va participar ocasionalment amb l'equip júnior, i el 18 de maig de 2013, va marcar els dos gols en una victòria per 2-1 contra el Rio Ave, que van proclamar el Benfica campió júnior de Portugal.
El 25 de gener de 2014, Cancelo va debutar amb el primer equip, a l'edició de 2013–14 de la Taça da Liga en un partit contra el Gil Vicente, en què va jugar com a suplent; el partit acabaria en victòria a casa per 1–0. Aquell any, el Benfica acabaria guanyant la competició.

### València
El 20 d'agost de 2014, Cancelo va anar al València CF amb un contracte de cessió per un any. Va debutar amb el seu nou equip el 25 de setembre de 2014, contra el Córdoba CF en una victòria per 3–0 a casa.
El 25 de maig de 2015, Cancelo va signar un contracte amb el València, fins al 30 de juny de 2021, traspassat, per una quantitat d'uns 15 milions d'euros. Va marcar el seu primer gol amb el València el 16 de setembre de 2015 en un partit de la UEFA Champions League, en una derrota de 2-3 contra el Zenit Sant Petersburg i va marcar per primera vegada a la lliga el 20 d'abril de 2016 per concloure una victòria per 4-0 sobre l'SD Eibar també a Mestalla.

### Inter de Milà
El 22 d'agost de 2017, Cancelo es va unir a l'Inter de Milà amb un acord de cessió per un any fins al 30 de juny de 2018 amb una opció de compra. Va debutar a la Sèrie A quatre dies més tard, substituint a Antonio Candreva al minut 83 en una victòria per 1-3 contra la Roma.
Cancelo va patir una lesió de lligaments a finals d'agost de 2017, i no va tornar a tenir minuts fins al 15 d'octubre en els minuts finals del derbi contra l'AC Milan, que van guanyar per 3-2. Fins a finals de desembre no va tenir gairebé participació, però a partir del gener va esdevenir un fix de l'onze interista, gairebé sempre com a lateral dret. Va acabar la temporada amb 28 partits oficials disputats amb l'Inter i amb l'equip classificat per la Champions a l'última jornada. Malgrat l'interès de l'Inter per mantenir al jugador, no va assumir executar l'opció de compra marcada pel València.

### Juventus
El 27 de juny de 2018, Cancelo va signar per la Juventus FC per 40,4 milions d'euros amb un contracte per cinc anys.

### Manchester City
El 7 d'agost del 2019, Cancelo va signar pel club de la Premier League Manchester City amb un contracte de sis anys per valor de 27,4 milions de lliures més l'enviament de Danilo a la Juventus a canvi parcial, cosa que equival a 60 milions de lliures, convertint-se en el lateral dret més car de la història. El 25 d'agost, va fer el seu debut a la Premier League contra l'AFC Bournemouth apareixent com a substitut de Kyle Walker en una victòria per 3-1. El 18 de desembre va marcar el seu primer gol amb el City en una victòria a domicili per 3-1 davant l'Oxford United als quarts de final de l'EFL Cup.

#### 2022–23: Cessió al Bayern de Múnic
El 31 de gener de 2023, Cancelo va ser cedit al Bayern Múnic pel que restava de temporada amb una opció de compra de 70 milions d'euros.

#### 2023–24: Cessió al FC Barcelona
Després de l'etapa al Bayern, Cancelo es va incorporar al Manchester City per a la pretemporada, tot i que no va participar en cap dels tres primers partits de la Premier League del City, ni la FA Community Shield ni la Supercopa de la UEFA, en un ambient de mala maror amb el club. El 3 d'agost, Cancelo va acordar condicions personals per incorporar-se al FC Barcelona, amb l'entrenador del club, Xavi Hernández, afirmant que el volia fitxar al gener, identificant-lo com a objectiu prioritari. En els moments finals de la finestra de mercat d'estiu, el Bayern es va posar en contacte amb el Manchester City per tornar a adquirir Cancelo en cessió una vegada més, a causa de les dificultats financeres del Barça relacionades amb el reglament del Fair Play financer de la Lliga, però, l'1 de setembre de 2023, darrer dia del mercat d'estiu, el FC Barcelona va anunciar el fitxatge de Cancelo en qualitat de cedit per una temporada, després que la Lliga acceptés les garanties financeres que oferia la junta del Barcelona, que al seu torn li van permetre estar inscrit a la Lliga. Va fer el seu debut dos dies més tard com a substitut al minut 59 en una victòria per 2-1 fora de casa contra el CA Osasuna. En el següent partit de lliga, debutant a casa com a local, Cancelo va marcar el seu primer gol com a blaugrana, el cinquè del Barça en una victòria per 5-0 contra el Reial Betis,  seguit d'una assistència i el gol de la victòria a l'últim minut, ajudant el Barça a remuntar un dèficit de dos gols en una victòria per 3-2 a casa contra el Celta de Vigo el 23 de setembre. El 28 de novembre, va marcar i va fer una assistència en la remuntada per 2-1 a casa contra el seu primer rival de clubs, el FC Porto, a la fase de grups de la Lliga de Campions, guanyant el premi al jugador del partit i assegurant la plaça del club als vuitens de final de la Lliga de Campions de la UEFA 2023-24 per primera vegada des de la temporada 2020-21.

### Al-Hilal
El 27 d'agost de 2024, Cancelo va signar pel club Al-Hilal de la Saudi Pro League amb un contracte de tres anys, un acord valorat en 21,2 milions de lliures.

## Palmarès

### Club
Benfica
- Primeira Liga: 2013–14
- Taça de Portugal: 2013–14
- Taça da Liga: 2013–14

Juventus
- Serie A: 2018–19
- Supercopa italiana: 2018

Manchester City
- Premier League: 2020-21, 2021–22, 2022–23
- 2 Copes de la lliga anglesa: 2019–20, 2020–21

### Selecció
Portugal
- Lliga de les Nacions de la UEFA: 2018–19
- Campionat d'Europa de Futbol sub-21 de la UEFA: Finalista (2015)